# R3 (entreprise)
Pour les articles homonymes, voir R3.
R3 ou R3 CEV est une entreprise spécialisée dans la technologie blockchain. Elle est fondée en 2014. Son siège est situé à New York. Elle coopère avec un grand nombre d'institutions financières pour développer les questions autour des blockchains,,,,.